# Armando Oscar González
Armando Oscar González (Lanús, Buenos Aires, 10 de agosto de 1967-Monte Grande, Partido de Esteban Echeverría, 13 de junio de 2024) fue un futbolista argentino que jugaba de defensor. Fue ayudante de campo de Luis Zubeldía.

## Biografía
Inició su carrera en Primera División del fútbol argentino, jugando para el Club Atlético Lanús, Logró los ascensos en 1990 y 1992 y la Copa Conmebol de 1996. Se retiró en 1998 en Deportivo Español.
Luego de sufrir un accidente cerebrovascular que lo tuvo internado durante varios días, falleció el 13 de junio de 2024.

## Clubes
| Club              | País      | Año       |
| ----------------- | --------- | --------- |
| Lanús             | Argentina | 1987-1997 |
| Deportivo Español | Argentina | 1997-1998 |

## Títulos

### Torneos nacionales
| Título               | Club     | País      | Año     |
| -------------------- | -------- | --------- | ------- |
| Primera "B" Nacional | CA Lanús | Argentina | 1991-92 |

### Títulos internacionales
| Título        | Club     | Sede   | Año  |
| ------------- | -------- | ------ | ---- |
| Copa Conmebol | CA Lanús | Bogotá | 1996 |

### Otros logros
| Logro                         | Club     | País      | Año     |
| ----------------------------- | -------- | --------- | ------- |
| Ascenso a la Primera División | CA Lanús | Argentina | 1989-90 |